# 北西経済地区

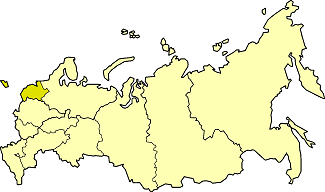
北西経済地区の位置

北西経済地区 (ほくせいけいざいちく、ロシア語: Се́веро-За́падный экономи́ческий райо́н/Severo-Zapadny ekonomichesky rayon)はロシアの12の経済地区の1つ。
2010年の人口は約821万人。(5.7%)2008年の国内総生産の5%を占める。バルト海やフィンランドに近い事から、この地域と中心都市のサンクトペテルブルクは西洋への窓になっている。モスクワや他の地域とは大きく異なる歴史を持つ。平均寿命の伸びが大きい。高等教育を求める学生が集まる。全国平均に比べて収入は低く、支出は大きい。

## 行政区画
- レニングラード州
- ノヴゴロド州
- プスコフ州
- サンクトペテルブルク(連邦市)